# Гельмут Круг
Гельмут Круг (нім. Hellmut Krug, 19 травня 1956, Гельзенкірхен) — колишній німецький футбольний арбітр, арбітр ФІФА з 1991 до 2001 року.

## Біографія
Розпочав судити матчі під егідою Німецького футбольного союзу у віці 28 років у 1984 році. В 1986 році дебютував у Бундеслізі у віці 30 років, а вже у 1991 році став арбітром ФІФА і почав обслуговувати міжнародні матчі. За кар'єру зумів попрацювати у всіх головних футбольних турнірах, за винятком Олімпійських ігор, а також відсудив 240 ігор у Бундеслізі.
Першим великим турніром для Круга став молодіжний чемпіонат світу 1993 року в Австралії, де він відсудив чотири гри, а вже наступного року поїхав на чемпіонат світу 1994 року, де обслужив дві гри, в тому числі Італія-Норвегія, під час якої він вилучив італійського воротаря Джанлуку Пальюку, за гру руками за межами штрафного майданчика.
У 1995 році Гельмут працював у другому фіналі Суперкубка Європи між «Міланом» і «Арсеналом», а вже у 1996 році був призначений на чемпіонат Європи, де був головним тренером у двох зустрічах: Румунія-Франція у груповому етапі і Чехія-Португалія у чвертьфіналі.
У 1998 році він працював на фіналі Ліги Чемпіонів, в якому зустрілись«Ювентус» і «Реал Мадрид», в той час як у наступному 1999 році був арбітром Міжконтинентального кубка, в якому зустрілись «Манчестер Юнайтед» і «Палмейрас».
У 2001 році взяв участь у турнірі Кубка конфедерацій в Південній Кореї і Японії, незабаром після якого змушений був завершити міжнародну кар'єру через вікові обмеження, провівши останній матч на міжнародній арені 20 листопада 2001 року у матчі Ліги чемпіонів «Ліверпуль»-«Барселона».
У внутрішніх змаганнях Круг пропрацював до 2003 року. Чотири рази він був визнаний найкращим арбітром Німеччини (у сезонах 1993/94, 1998/99, 2001/02 і 2002/03).